# Thiersheim
Thiersheim is een plaats in de Duitse deelstaat Beieren, en maakt deel uit van het Landkreis Wunsiedel im Fichtelgebirge.
Thiersheim telt 1.784 inwoners.

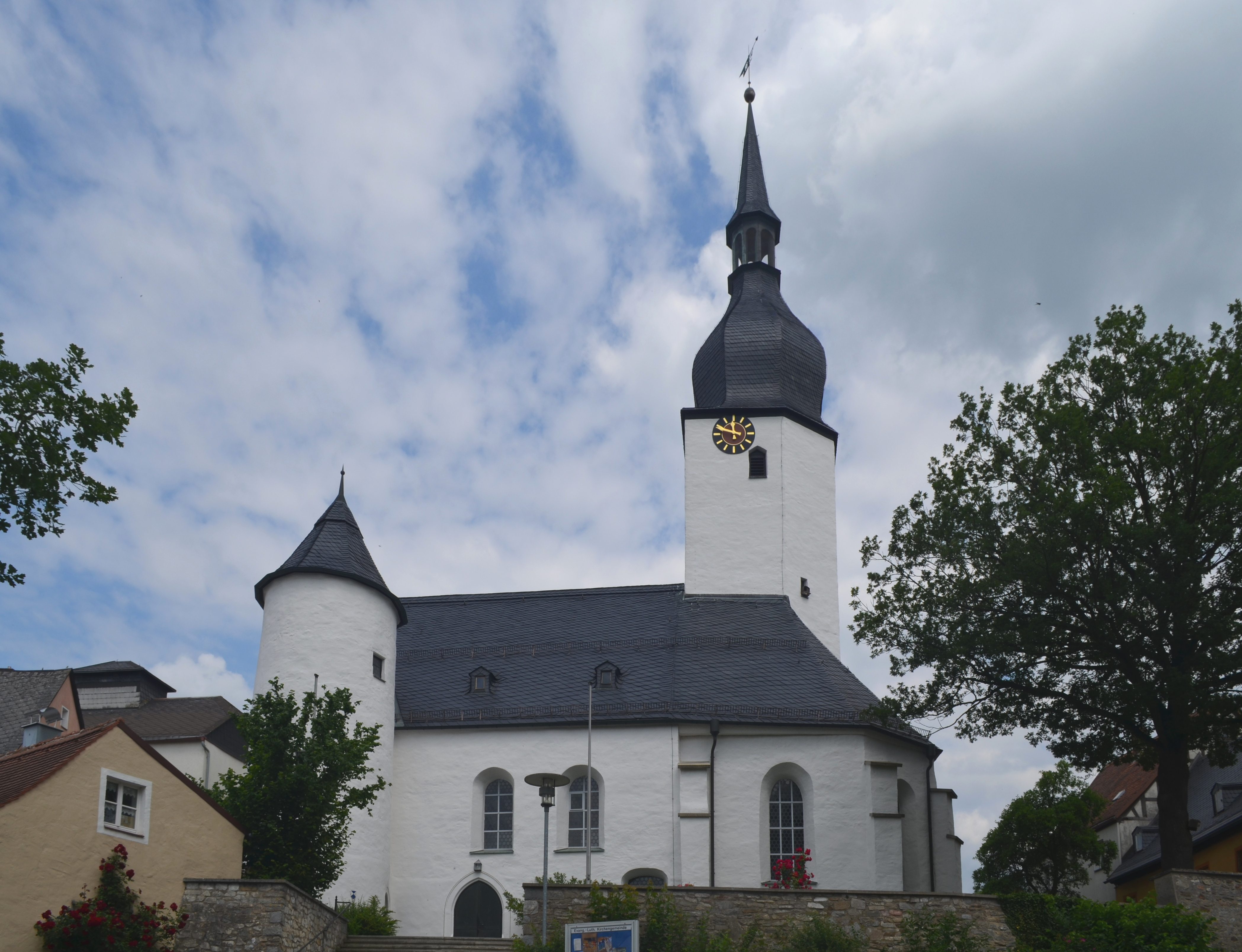
Lutherse kerk Sankt Ägidien.
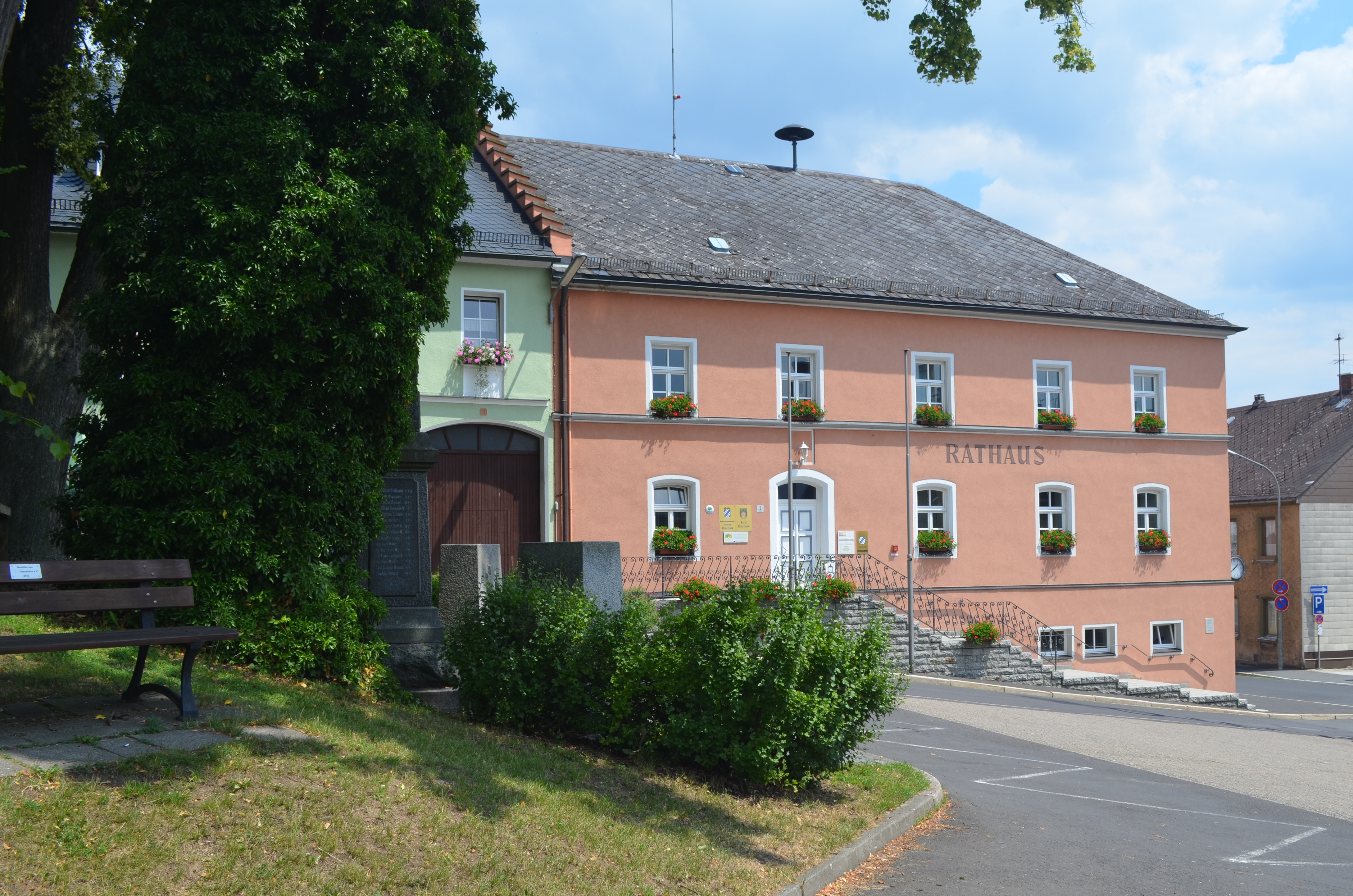
Gemeentehuis.
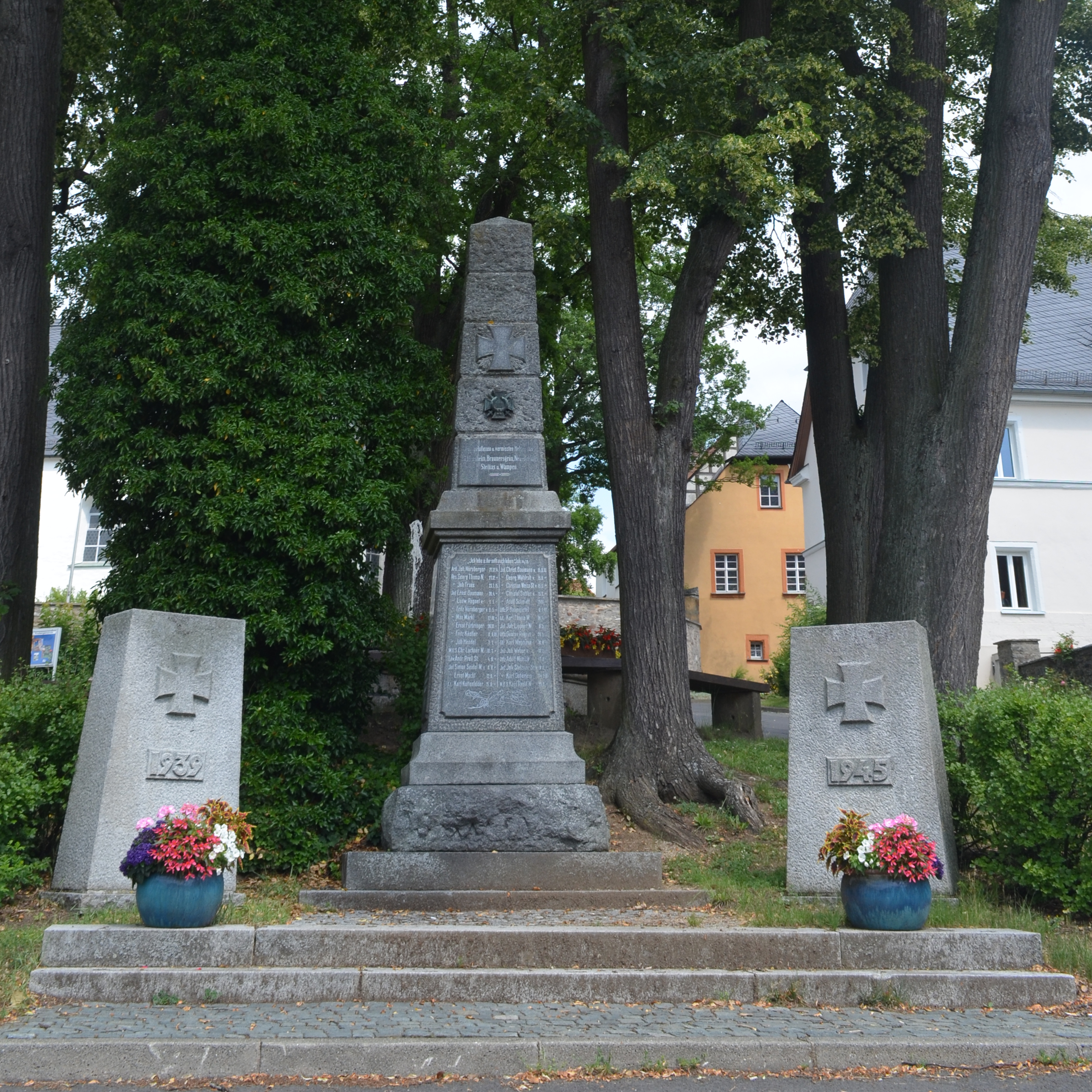
Oorlogsmonument.
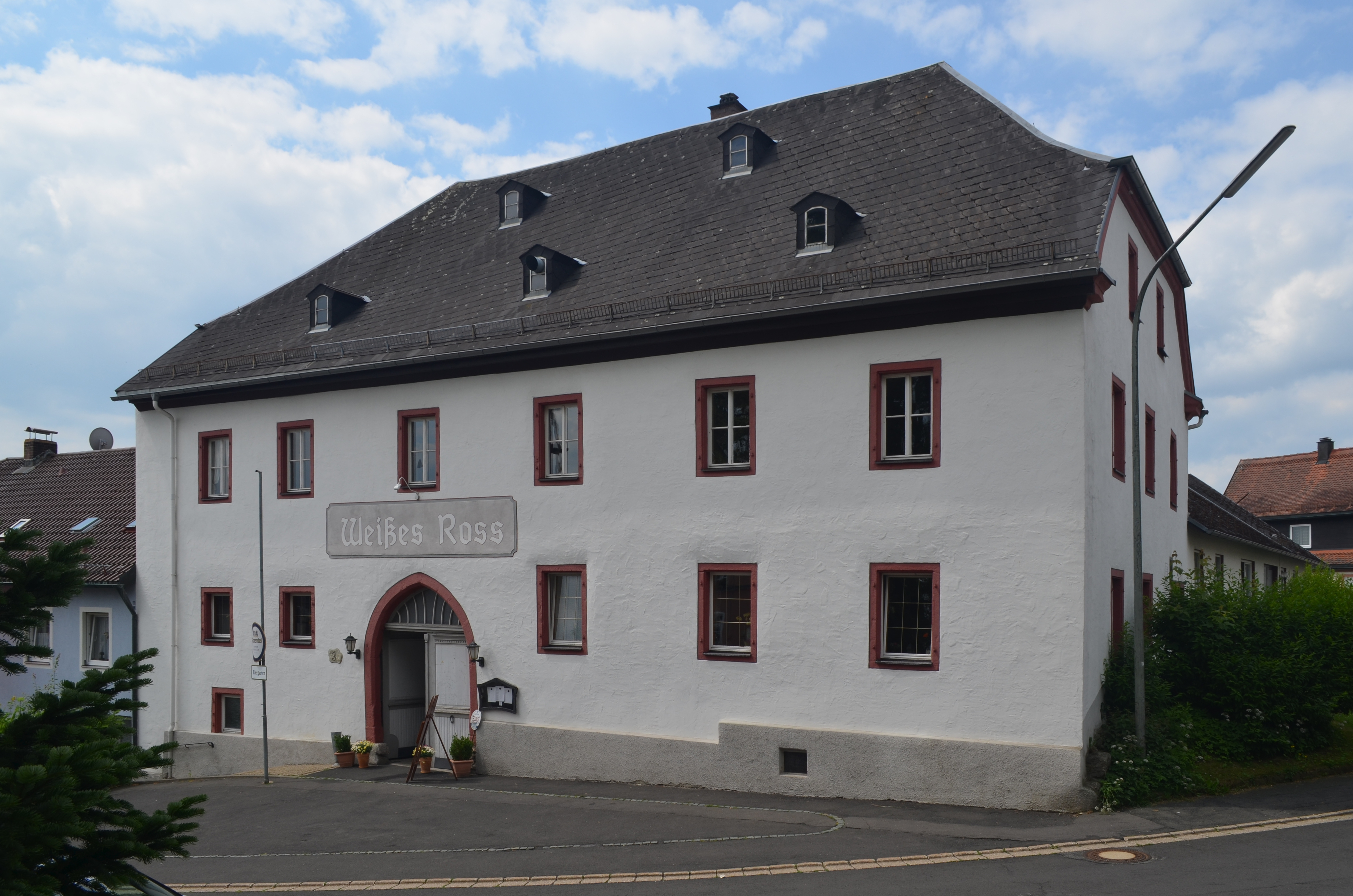
Herberg Weisses Ross.

## Plaatsen in de gemeente Thiersheim
- Grafenreuth
- Kothigenbibersbach
- Leutenberg
- Neuenreuth
- Putzenmühle
- Steinhaus
- Stemmas
- Thiersheim
- Wampen

Arzberg ·
Bad Alexandersbad ·
Höchstädt i.Fichtelgebirge ·
Hohenberg a.d.Eger ·
Kirchenlamitz ·
Marktleuthen ·
Marktredwitz ·
Nagel ·
Röslau ·
Schirnding ·
Schönwald ·
Selb ·
Thiersheim ·
Thierstein ·
Tröstau ·
Weißenstadt ·
Wunsiedel